# Samisk musik
Samisk musik är främst förknippad med jojk, som ibland anses vara den äldsta musikformen i Europa, dock har samisk musik med tiden influerats av andra musikgenrer.

## Historia
Huvudartikel: Jojk
Den traditionella jojken anses vara det äldsta av samisk musikkultur och de första beläggen för jojk är från 1600-talet. Jojken är samernas traditionella folksång och det finns många olika jojkstilar. Maj-Lis Skaltjes dokumentärfilm Jojk" handlar om jojk och hur den musikstilen har påverkats av händelser i det omkringliggande samhället genom århundradena.

## Samisk musik i modern tid
Idag finns flera samiska artister, som både framför jojk och modern musik. Bland andra grupperna Ára och Adjágas framför jojkmusik, men artister som Sara Ajnnak, Sofia Jannok, Jon Henrik Fjällgren, Maxida Märak, Máddji, Niko Valkeapää, Elin Kåven och Mari Boine kombinerar jojk med popmusik, jazz och hiphop. Även andra musikstilar som t.ex. hårdrock, också kallat heavy joik, finns representerat med gruppen Intrigue och samisk rap genom Duolva Duottar, Slincraze och Amoc.  
Det finns en egen samisk melodifestival som avhålls i Kautokeino i Norge varje påsk. I festivalen finns kategorier för både traditionell samisk jojk och modern musik. All sång/jojk framförs på samiska.
Samiska artister har också deltagit i flera svenska och norska melodifestivaler. Senast deltog Jon Henrik Fjällgren i den svenska melodifestivalen 2015. Utöver Fjällgren har bland annat Roger Pontare tävlat. Han har vunnit den svenska melodifestivalen två gånger senast tillsammans med Johan Sara jr år 2000 som jojkade i melodin När vindarna viskar mitt namn. År 1980 vann Mathis Haetta den norska melodifestivalen med Sámiid eadnan. Den samiska ungdomsgruppen The Black Sheeps vann år 2008 MGP Junior Nordic tävlingen med sången Oro jaska beana.
Samisk musik finns också representerad i genren filmmusik. Mest känd är den samiska musikern Frode Fjellheim som är kompositören till titelmusiken The Great Thaw i Disneyfilmen Frost.